# باشگاه ورزشی نفط الوسط
باشگاه ورزشی نفط الوسط یک باشگاه ورزشی عراقی مستقر در نجف است. تیم فوتبال حرفه‌ای این باشگاه در لیگ برتر عراق، دسته دوم فوتبال عراق بازی می‌کند. ورزشگاه خانگی این باشگاه، ورزشگاه النجف است.
نفط الوسط که در سال ۲۰۰۸ تأسیس شد، سه فصل را در لیگ دسته دوم عراق و سه فصل دیگر را در لیگ دسته اول عراق گذراند تا اینکه از لیگ دسته اول عراق در فصل ۱۴–۲۰۱۳ به لیگ برتر عراق صعود کرد. نفط الوسط در اولین فصل حضور خود در لیگ برتر عراق، با کسب عنوان قهرمانی لیگ برتر عراق در فصل ۱۵–۲۰۱۴، قهرمان این مسابقات شد.
باشگاه فوتسال آنها در لیگ قهرمانان فوتسال آسیا شرکت کرده است.